# تالش، شمکور
تالش (به ترکی آذربایجانی: Talış) یک منطقهٔ مسکونی در جمهوری آذربایجان است که در شهرستان شمکور واقع شده‌است. تالش ۶۰۳ نفر جمعیت دارد.